# Tiberio Berardi
Tiberio Berardi (Perugia, 15 aprile 1815 – Perugia, 1º settembre 1890) è stato un politico italiano.
Già membro del Governo Provvisorio di Perugia è stato sindaco di Perugia dal 1885 al 1889, e prefetto di Potenza, Campobasso e Siracusa. Venne eletto alla Camera dei deputati del Regno d'Italia per tre legislature (VIII, IX, XIV).
Massone, fu Maestro venerabile della loggia Francesco Guardabassi di Perugia, .